# Монтафія
Монтафія (італ. Montafia, п'єм. Montafìa) — муніципалітет в Італії, у регіоні П'ємонт,  провінція Асті.
Монтафія розташована на відстані близько 500 км на північний захід від Рима, 27 км на схід від Турина, 18 км на північний захід від Асті.
Населення — 940 осіб (2014).
Щорічний фестиваль відбувається 9 жовтня. Покровитель — San Dionigi.

## Демографія
Населення за роками:

Станом на 1 січня 2023 року в муніципалітеті офіційно проживали 82 іноземці з 18 країн, серед них 50 громадян країн Євросоюзу та 1 громадянин України.

## Сусідні муніципалітети
- Буттільєра-д'Асті
- Каприльйо
- Кортаццоне
- П'єа
- Пьова-Массая
- Роатто
- Сан-Паоло-Сольбрито
- В'яле
- Вілланова-д'Асті